# Saliska franker
Saliska franker var de franker som bodde ”vid havet”. Alternativt kan termen vara densamma som namnet på floden Ĳssel, på latin Isala; området heter fortfarande Zeeland. Namnet de saliska frankerna användes av romarna först om dem som bodde i detta område på 300-talet.

## Historik
Liksom de ripariska frankerna var de saliska frankerna ingen homogen grupp utan en gruppering av flera stammar. Bataverna verkar ha varit en av de mer betydelsefulla stammarna, och i övrigt ingick även andra stammar som tidigare vistades vid nedre Rhen. På 300-talet uppträdde gruppen som en enhet.
År 358 besegrades de av Julianus, men de behöll Bataviska ön och Toxandrien (mellan Maas och Schelde). Därifrån utbredde de sig över större delen av nuvarande Belgien. De fungerade tidvis som foederati.
406 flyttade de sig under sin kung Chlodio söderut till området omkring Tournai (Doornik på flamländska) och in i Gallien. Under Klodvig I började de erövringar som skulle skapa den starkaste stat som växte fram ur folkvandringarna – det merovingiska frankerriket.

## Saliska lagen
Den lag som de saliska frankerna levde under fick namnet salisk lag. Den uppvisar många gemensamma drag med den lag som användes av östfrankerna, de ripariska frankerna, vilket antyder att de i ett tidigare skede varit nära förbundna.

## Källa
Den här artikeln är helt eller delvis baserad på material från Nordisk familjebok, Franker, 1904–1926.